# Ansan Wa~stadion
Het Ansan Wa~stadion (Koreaans: 안산 와~ 스타디움) is een multifunctioneel stadion in Ansan, een stad in Zuid-Korea.
Het stadion wordt vooral gebruikt voor voetbalwedstrijden, de voetbalclub Ansan Greeners FC maakt gebruik van dit stadion. Het nationale elftal van Zuid-Korea maakte een aantal keer gebruik van dit stadion. Er kunnen ook atletiekwedstrijden gespeeld worden, om het grasveld ligt een atletiekbaan. In het stadion is plaats voor 35.000 toeschouwers. Het stadion werd geopend in 2007.